# Paweł Arndt

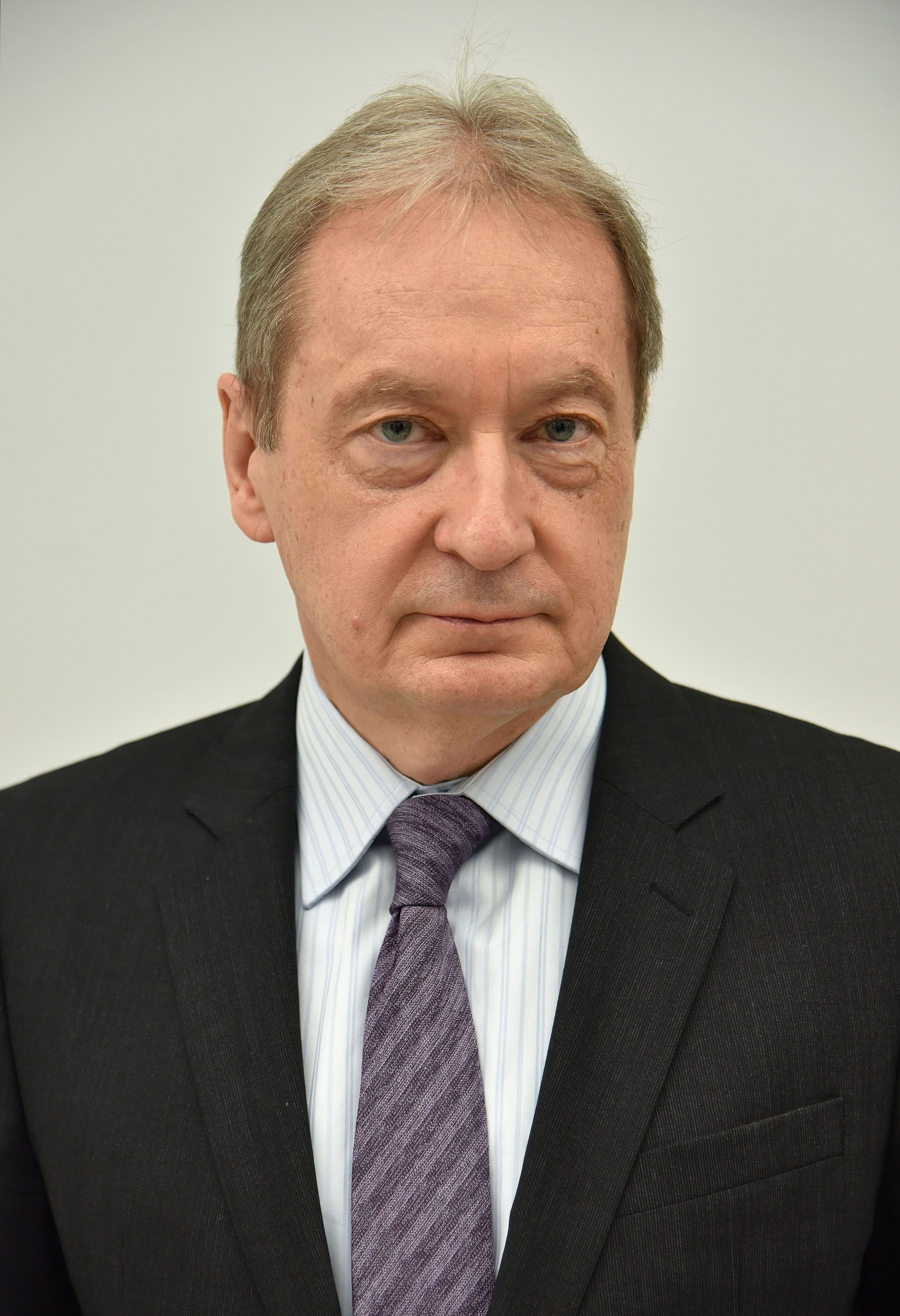
Paweł Arndt (2016)

Paweł Antoni Arndt (* 21. Januar 1954 in Gniezno) ist ein polnischer Politiker.

## Leben
Arndt studierte am Politechnikum Posen (Politechnika Poznańska). Anschließend war er in verschiedenen Unternehmen in Großpolen tätig. 1990 wurde er stellvertretender Stadtpräsident Gnieznos. 1997 konnte er erstmals einen Sitz im Sejm erringen und wurde Mitglied der Kommission für öffentliche Finanzen. Im Sejm blieb Paweł Arndt bis zum Ende der Legislaturperiode im Jahr 2001. 2001 wurde er Verwaltungsdirektor des Collegium Europaeum Gnesnense, einer Außenstelle der Adam-Mickiewicz-Universität Posen. Zwischen 2002 und 2005 war er Leiter des Sejmik (etwa Landtag) der Wojewodschaft Großpolen. 
Bei den Parlamentswahlen in Polen 2007 kandidierte Arndt für die Bürgerplattform (Platforma Obywatelska) und zog mit 17.394 Stimmen ins Parlament ein.

## Weblink
- Website von Paweł Arndt